# Jakub Jan Ryba

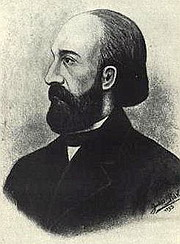
Jakub Jan Ryba

Jakub Šimon Jan Ryba (26 de octubre de 1765 - 8 de abril de 1815) fue un profesor y compositor checo de música clásica. Su obra más famosa es Czech Christmas Mass "Hey, Master!" (Česká mše vánoční "¡Hej mistře!").
Nació en Přeštice, cerca de Pilsen. Su padre era maestro de escuela, una ocupación muy mal remunerada en ese momento. En 1780 Ryba fue a Praga, donde estudió en el gimnasio escolapio. Su maestro Cassianus Hanel le enseñó música. Ryba era un muy buen estudiante y pronto empezó a componer. Soñaba con ser un compositor famoso. En 1784 su padre le ordenó trabajar como profesor en Nepomuk. Ryba obedeció de mala gana, pero pronto fue despedido. Después de vagar durante unos meses, recibió un mensaje de que su madre había muerto. Después de una larga enfermedad se trasladó a Mníšek pod Brdy . Popular entre los habitantes locales por su interpretación musical, se sintió muy feliz allí, pero después de algunas dudas aceptó un puesto de maestro de escuela en Rožmitál pod Třemšínem.
La escuela prosperó bajo su supervisión, pero tuvo conflictos constantes con el pastor y el consejo local. Sus frecuentes solicitudes de fondos para la reparación del edificio de la escuela fueron generalmente rechazadas. En 1796 escribió su obra más famosa, Czech Christmas Mass "Hey, Master!" (nombrada por él como Missa solemnis Festis Nativitatis D. J. Ch. accommodata in linguam bohemicum musicam), también como consecuencia de una reconciliación con el pastor local. Esta obra sigue representándose frecuentemente en la época navideña en Bohemia.
La falta de dinero, la hostilidad de sus superiores y el agotamiento total lo llevaron a suicidarse en Voltuš, cerca de Rožmitál pod Třemšínem.  El 8 de abril de 1815, asistió a misa en la mañana. Más tarde, fue encontrado en un denso bosque con el cuello cortado con una navaja. Llevaba consigo el Ensayo sobre la paz del alma de Séneca el Joven, su autor favorito. Fue enterrado en un cementerio de peste cerca de Rožmitál pod Tremšínem.
Sus obras incluyen principalmente muchas pastorellas y misas, pero hoy en día se interpretan con regularidad pocas composiciones más allá de la Czech Christmas Mas. Esta composición es popular en muchos países.

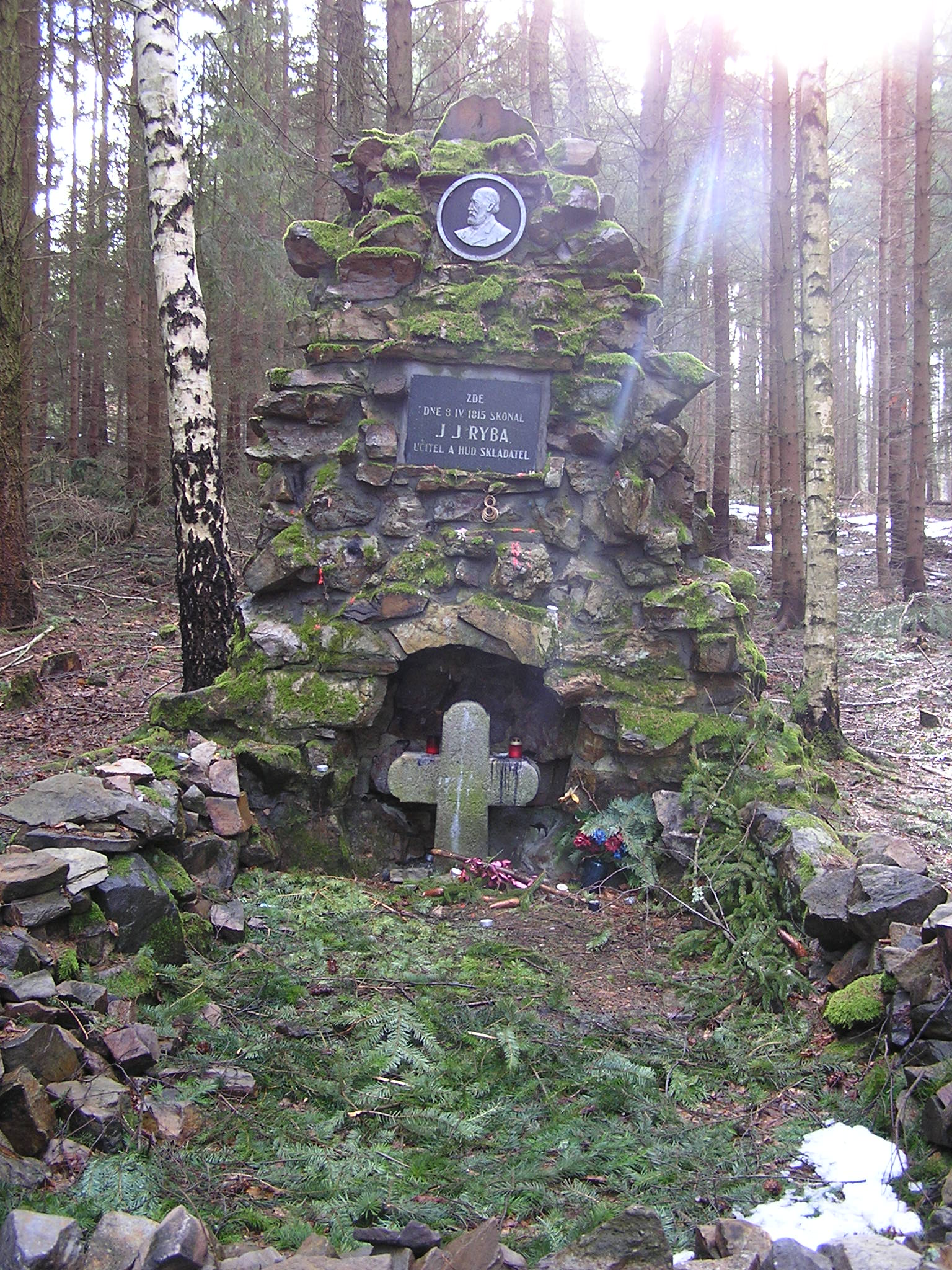
Monumento a J. J. Ryba cerca de Voltuš

## Literatura
- Jiří Berkovec: Jakub Jan Ryba, Prague, 1995, ISBN 80-85787-97-0
- Václav Spěváček: Jakub Jan Ryba, vychovatel našeho lidu [Jan Jakub Ryba, Educator of Our Nation], Prague, 1984
- Jan Němeček: Jakub Jan Ryba: život a dílo [Jan Jakub Ryba, Life and Works], Prague, 1963
- Jan Němeček: Školní deníky Jakuba Jana Ryby [School Diaries by Jakub Jan Ryba], Prague, 1957
- Irena Janáčková: Jakub Jan Ryba o svém hudebním životě [Jakub Jan Ryba About His Life With Music], Prague, 1946. Translation of autobiography Mein musikalischer Lebenslauf (in German) from 1801.